# فلورستا
فلورستا (به ایتالیایی: Floresta) یک کومونه در ایتالیا است که در استان مسینا واقع شده‌است.

## خصوصیات
فلورستا ۳۱٫۱ کیلومترمربع مساحت و ۵۳۵ نفر جمعیت دارد و ۱٬۲۷۵ متر بالاتر از سطح دریا واقع شده‌است.